# استریوگرافی
استریوگرافی (به انگلیسی: Stereoautograph)، یک تکنولوژی در علم نقشه‌برداری و فتوگرامتری است که برای استخراج داده‌های سه‌بعدی از تصاویر هوایی یا زمینی استفاده می‌شود. این فناوری نقش مهمی در تولید نقشههای دقیق و سه‌بعدی ایفا کرده و به عنوان یکی از روش‌های پیشرفته در تهیه داده‌های مکانی شناخته می‌شود. استریوگراف یک ابزار پیچیده اپتومکانیکی برای ارزیابی فتوگرامهای آنالوگ یا دیجیتال است. این فناوری بر اساس اثر استریوسکوپی عمل می‌کند و از دو عکس هوایی یا دو فتوگرام از توپوگرافی یا ساختمان‌ها از زوایای مختلف استفاده می‌کند.

## تاریخچه
استریوگرافی برای اولین بار در اوایل قرن بیستم معرفی شد. این فناوری در ابتدا به عنوان ابزاری مکانیکی طراحی شد که از طریق لنزها و سیستم‌های اپتیکی، امکان مشاهده و استخراج داده‌های سه‌بعدی را فراهم می‌کرد. با پیشرفت‌های فناوری در دهه‌های بعد، این سیستم‌ها به تدریج الکترونیکی و دیجیتال شدند و دقت و کارایی آن‌ها افزایش یافت. این فناوری در سال ۱۹۰۷ توسط ادوارد فون اورل اختراع شد و از آن زمان تاکنون به‌طور گسترده توسعه یافته است.

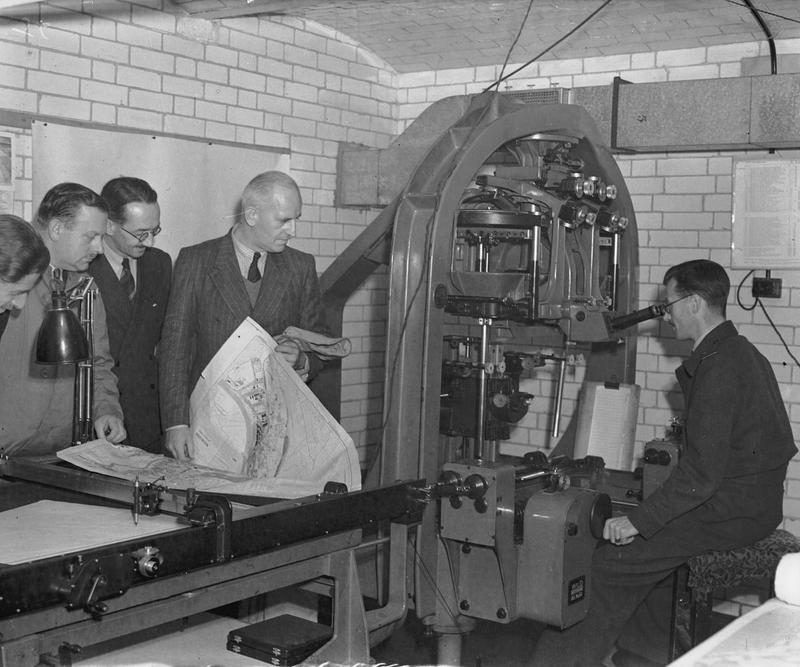
تصویری از اولین استریوگراف‌ها

## اصول عملکرد
استریوگرافی بر اساس اصول استریوسکوپی عمل می‌کند. در این روش، از دو تصویر که از زوایای مختلف از یک منطقه گرفته شده‌اند، استفاده می‌شود. این دو تصویر که به عنوان تصاویر استریو شناخته می‌شوند، در دستگاه استریوگراف قرار می‌گیرند. با تحلیل اختلاف‌زاویه بین دو تصویر، اطلاعات عمق و ارتفاع استخراج شده و مدل سه‌بعدی منطقه ساخته می‌شود.
سیستم استریوگراف شامل اجزای زیر است:
- تصاویر استریو: تصاویر هوایی یا زمینی که از دو زاویه متفاوت گرفته شده‌اند.
- سیستم نمایش: ابزارهایی مانند لنزهای استریوسکوپی برای مشاهده تصاویر به صورت سه‌بعدی.
- واحد پردازش: نرم‌افزار یا سخت‌افزارهایی که داده‌های سه‌بعدی را پردازش و مدل نهایی را تولید می‌کنند.

## کاربردها
استریوگرافی در طیف وسیعی از صنایع و حوزه‌های علمی مورد استفاده قرار می‌گیرد، از جمله:
۱. نقشه‌برداری و فتوگرامتری
استفاده اصلی این فناوری در تهیه نقشه‌های دقیق سه‌بعدی برای کاربردهای شهری، نظامی و زمین‌شناسی است.
۲. مهندسی عمران و معماری
در پروژه‌های بزرگ عمرانی مانند طراحی پل‌ها، تونلها و سدها، استریوگرافی کمک شایانی به تحلیل و طراحی دقیق می‌کند.
۳. محیط زیست و کشاورزی
برای تحلیل تغییرات زیست‌محیطی، تعیین نوع پوشش گیاهی و مدیریت منابع طبیعی.
۴. زمین‌شناسی و معدن
در بررسی ساختارهای زمین‌شناسی و تخمین منابع معدنی، مدل‌های سه‌بعدی تهیه شده توسط استریوگراف نقش کلیدی دارد.

###### مزایا
استریوگرافی دارای مزایای متعددی است، از جمله:
- دقت بالا: امکان استخراج داده‌های بسیار دقیق از تصاویر.
- مدل‌سازی سه‌بعدی: ایجاد مدل‌های سه‌بعدی که قابل تحلیل و بررسی هستند.
- سرعت عمل: کاهش زمان مورد نیاز برای تولید نقشه و تحلیل داده‌ها.
- کاربرد گسترده: امکان استفاده در حوزه‌های مختلف علمی و صنعتی.

## نتیجه‌گیری
استریوگرافی یکی از ابزارهای کلیدی در علم نقشه‌برداری و تحلیل داده‌های مکانی است که با بهره‌گیری از فناوری‌های پیشرفته، امکان مشاهده و تحلیل داده‌های سه‌بعدی را فراهم می‌کند. این تکنولوژی همچنان در حال توسعه بوده و نقش مهمی در پیشرفت علوم مختلف ایفا می‌کند.

## جستارها
- دوربین
- موقعیت مکانی
- فتوگرامتری
- نقشه‌برداری